# 7730 Sergerasimov
A 7730 Sergerasimov (ideiglenes jelöléssel 1978 NN1) a Naprendszer kisbolygóövében található aszteroida. Ljudmila Ivanovna Csernih fedezte fel 1978. július 4-én.